# Howard Burdick
Howard Burdick (12 tháng 12 năm 1891—20 tháng 1 năm 1975) là một phi công người Mỹ trong Thế chiến I được công nhận với 8 chiến thắng trên không. Ông và con trai Clinton D. Burdick, là cặp cha con phi công ách duy nhất được biết đến.